# Grelling-Nelson-Antinomie
Die Grelling-Nelson-Antinomie ist ein semantisches selbstbezügliches Paradoxon, das 1908 von Kurt Grelling und Leonard Nelson als Variante der Russellschen Antinomie veröffentlicht wurde und manchmal fälschlicherweise Hermann Weyl zugeschrieben wird.

## Beschreibung
Grelling und Nelson gehen bei der Bildung ihrer Antinomie davon aus, dass jede Klasse durch ein Merkmal definiert ist, das durch ein Wort bezeichnet wird. Zum Beispiel bezeichnet das Wort „einsilbig“ das Merkmal der Klasse aller einsilbigen Wörter. Sie zerlegen dann die Wörter in zwei Klassen, die folgendermaßen definiert sind:
Ein autologisches Wort besitzt selbst das Merkmal, dass es sich selbst bezeichnet, ein heterologisches Wort dagegen nicht. Die Wörter „deutsch“ oder „dreisilbig“ sind autologisch, denn „deutsch“ ist ein deutsches Wort und „dreisilbig“ ein dreisilbiges Wort. Die meisten Wörter sind aber heterologisch, zum Beispiel „englisch“ und „einsilbig“, denn „englisch“ ist kein englisches Wort und „einsilbig“ kein einsilbiges Wort.
Es scheint, dass jedes Wort widerspruchsfrei in eine dieser beiden Klassen eingeordnet werden kann; bei genauerer Betrachtung kommen aber Probleme auf.

### Widersprüchliche Fälle
Die eigentliche Grelling-Nelson-Antinomie entsteht bei dem Versuch, das Wort „heterologisch“ in eine der beiden Klassen einzuordnen:
- Angenommen, „heterologisch“ sei ein autologisches Wort, dann beschreibt es laut Definition sich selbst und ist im Widerspruch zur Annahme ein heterologisches Wort.
- Angenommen, das Gegenteil treffe zu und „heterologisch“ sei ein heterologisches Wort, dann beschreibt es sich laut Definition nicht selbst und ist im Widerspruch zur Annahme kein heterologisches Wort (also autologisch).

Nelson hat das Paradoxon bereits am 28. Mai 1907 in einem Brief an Gerhard Hessenberg formuliert, in dem das Wort „heterologisch“ noch nicht benutzt wurde. Dieses wurde von Otto Meyerhof geprägt, der es in einem Brief an Nelson vom 19. August 1907 verwendete. Bei Grelling und Nelson war dies das fünfte einer Reihe von Paradoxien, weswegen sie es P5 nannten.
Es kann aufgelöst werden, indem „heterologisch“ etwas umdefiniert wird, sodass es das Merkmal aller nichtautologischen Wörter bezeichnet außer „heterologisch“. Dann besteht das Paradoxon aber immer noch mit „nichtautologisch“. Das Wort „autologisch“ umzudefinieren, scheint das Problem zu beheben, doch das Paradoxon besteht dann immer noch mit Synonymen von „heterologisch“ wie „nichtselbstbeschreibend“. Das Deutsche von der Antinomie zu befreien, erfordert erheblich mehr Veränderungen als schlichte Verfeinerungen der Definitionen von „autologisch“ und „heterologisch“. Der Umfang dieser Hindernisse im Deutschen ist mit dem der Russellschen Antinomie in der Mengenlehre vergleichbar.

### Undefinierte Fälle
Das Wort „autologisch“ kann widerspruchsfrei in jede der Klassen eingeordnet werden. Für „autologisch“ ist die Situation also:
„autologisch“ ist genau dann autologisch, wenn „autologisch“ autologisch ist.
A genau dann, wenn A – eine Tautologie.
Dagegen ist die Situation von „heterologisch“:
„heterologisch“ ist genau dann heterologisch, wenn „heterologisch“ autologisch ist.
A genau dann, wenn nicht A – eine Kontradiktion.

### Mehrdeutige Fälle
Jay Newhard stellte in der Einteilung von Wörtern nach Auto- und Heterologie ein weiteres Problem fest, das nicht bereits von der Russellschen Antinomie gedeckt wird: Das Wort „laut“ ist autologisch, wenn es laut gesagt wird, andernfalls heterologisch. Newhard löste das Problem, indem er die Einordnung auf Types (Worttypen) einschränkte, sodass Token (Wortvorkommnisse) von den beiden Kategorien ausgeschlossen werden.

## Lösungen
Grelling und Nelson übertrugen in ihrer Antinomie die Russellsche Antinomie auf die Sprachebene, indem sie jeder Klasse ein Wort als Namen zuordneten durch eine umkehrbar eindeutige Funktion {\displaystyle \varphi }; dabei entspricht der Russellschen Klasse die Klasse der heterologischen Wörter {\displaystyle H=\{\varphi (x)\mid \varphi (x)\notin x\}}, so dass {\displaystyle \varphi (H)} das Wort „heterologisch“ bezeichnet. Daher ist die Lösung der Grelling-Nelson-Antinomie völlig parallel zur Lösung der Russellschen Antinomie: Die Klasse {\displaystyle \,H} aller heterologischen Wörter ist keine Menge, sondern eine sogenannte echte Klasse. 
Die Grelling-Nelson-Antinomie hat damit folgende logische Konsequenz: Die vorgegebene Bijektion {\displaystyle \varphi }, die den Namen einer Wortklasse angibt, ist innerlogisch nicht realisierbar. Mit einer Menge von Wörtern über einem Alphabet, mit der jede übliche Sprache beschrieben wird, kann eine innerlogische Funktion, die allen Klassen einen Namen gibt, nicht gebildet werden; hier bleiben echte Klassen namenlos, denn sie können keine Argumente in Funktionen sein. Das bedeutet, dass die sprachlichen Voraussetzungen der Antinomie nicht gegeben sind. Daher zählt sie zu den sogenannten semantischen Paradoxien, bei denen ein metasprachlicher Sachverhalt unzulässig auf die logische Sprachebene gezogen wird. Die Benennung beliebiger Klassen {\displaystyle \varphi } ist nämlich nur korrekt als metasprachliche Funktion, die die Formelbildung betrifft. Wenn man aber {\displaystyle \varphi } als analoge logische Funktion annimmt wie Grelling-Nelson, dann kann es nachweislich keine Bijektion sein, denn der Widerspruch zeigt, dass diese naive Voraussetzung falsch ist.       
Bei der Lösung in der ungebräuchlicheren verzweigten Typentheorie wird die Syntax so eingeschränkt, dass die Aussagen {\displaystyle \varphi (x)\in x} und {\displaystyle \varphi (x)\notin x} syntaktisch nicht mehr korrekt sind und die beiden Wortklassen gar nicht mehr gebildet und definiert werden können. Wortklassen haben hier nämlich einen höheren Typ als ihre Elemente (Wörter), und die Funktion {\displaystyle \varphi } noch einen höheren Typ als Wortklassen. Daher sind Funktionswerte {\displaystyle \varphi (x)} nicht als Elemente von {\displaystyle \,x} zugelassen. Die Typentheorie versucht also, die Probleme durch Einführung von Sprachebenen zu beseitigen, und braucht dazu eine komplizierte Syntax, die die Sprachmöglichkeiten stark einschränkt. Die Formulierung in der Prädikatenlogik erster Stufe, die wie bei der Russellschen Antinomie zur Lösung völlig ausreicht, vermeidet diesen Aufwand und lässt besagte Formeln zu; hier reichen die erlaubten Schlussweisen aus zum Nachweis, dass die Voraussetzungen der Grelling-Nelson-Antinomie inkonsistent sind.

## Bedeutung für die Unterhaltungslinguistik
Aufgrund ihrer Seltenheit stellt das Finden von autologischen Wörtern eine Herausforderung dar, insbesondere wenn Wörter mit Verneinungen wie „unbrennbar“ ausgeschlossen werden. Neben Adjektiven werden auch Substantive, Verben („enden“, „enthalten“, „existieren“), Adverbien (englisch „polysyllabically“ vielsilbig) und andere Wörter („es“, „hier“) genannt, wobei es für autologische Substantive zwei Definitionen gibt. Nach einer Definition gilt ein Substantiv als autologisch, wenn es das Merkmal bezeichnet, das es besitzt, nach einer anderen, wenn es das bezeichnet, was es ist. Nach der ersten Definition sind „Viersilbigkeit“ (ist viersilbig) und „Antonymie“ (ist antonym, nämlich zu Synonymie) Beispiele für autologische Substantive, nach der zweiten „Dreisilbler“ (ist ein Dreisilbler) und „Antonym“ (ist ein Antonym). Die Wörter „Haplogie“ (für Haplologie) und „Oxymoron“ wurden gebildet, um nach der zweiten Definition autologisch zu sein.
Das Wort „Proparoxytonon“ ist im weiteren Sinne (auf der vorvorletzten Silbe betontes Wort, ob griechisch oder anderssprachig) autologisch. „Neologismus“ (Wortneuschöpfung) war einst ein autologisches Wort, ist es aber heute nicht mehr. „Protologismus“ (von Mikhail Epstein geprägt für vorgeschlagene neue Wörter, die noch nicht verbreitet sind und somit noch nicht den Status als Neologismus erlangt haben) ist noch autologisch, könnte diesen Status aber verlieren. „unbeend“ ist zwar unbeendet, bezeichnet diese Eigenschaft aber nicht korrekt und ist daher nicht als autologisches Wort zu sehen. „Zitat“ ist nicht autologisch, denn nicht das Wort „Zitat“ ist ein Zitat, sondern das Zitat „‚Zitat‘“.

## Referenzen
- Kurt Grelling, Leonard Nelson: Bemerkungen zu den Paradoxien von Russell und Burali-Forti. In: Abhandlungen der Fries’schen Schule II. Göttingen 1908, S. 301–334. Nachdruck in: Leonard Nelson: Gesammelte Schriften III. Die kritische Methode in ihrer Bedeutung für die Wissenschaften. Felix Meiner Verlag, Hamburg 1974, S. 95–127.
- Volker Peckhaus: The Genesis of Grelling’s Paradox., in: Ingolf Max, Werner Stelzner: Logik und Mathematik: Frege-Kolloquium Jena 1993. Walter de Gruyter, Berlin 1995, S. 269–280.
- Jay Newhard: Grelling’s Paradox. In: Philosophical Studies. Band 126, Nr. 1.
- Dmitri A. Borgmann: Beyond Language. Adventures in Word and Thought. 1967.
- David L. Silverman: Kickshaws. In: Word Ways. Band 2, Nr. 3, 1969, S. 182–183.
- David Morice: Kickshaws. In: Word Ways. Band 29, Nr. 3, 2012, S. 180–181.
- Anthony Sebastian: On Reflexivity in Words. In: Word Ways. Band 21, Nr. 3, 2012.